# 純映画劇運動
純映画劇運動（じゅんえいがげきうんどう、別名：純映画運動、純粋映画劇運動）は、1918年（大正7年）から1923年（大正12年）頃にかけて起きた、日本映画界の革新運動である。帰山教正、谷崎潤一郎、小山内薫、田中栄三らが提唱した。欧米映画を模範としつつ、女優の起用（女形の廃止）、字幕の使用（活動弁士の廃止）、自然な演技、物語内容の現代化、映画的技法の重視、演技・演出の写実化等を唱えて、歌舞伎や新派劇の影響を強く受けている従来の日本映画（活動写真）の刷新を図った。関東大震災の影響で運動は終焉したが、これにより日本映画界で女優の起用が一般化し、演出技術も発展、「活動写真」が「映画」へと変わる大きな転機となった。
運動の背景として、第一次世界大戦下に水準を高めた外国映画が輸入されたことや、大正デモクラシーといった社会状況などが挙げられ、これらの影響で古いスタイルの日本映画を批判する声が上がるようになった。
この運動を最初に提唱したのは帰山教正で、1917年（大正6年）に理論書『活動写真劇の創作と撮影法』（正光社）で、映画は演劇の模倣ではあってはならないと主張し、シナリオや女優の使用を唱えた。同書の冒頭には次のことが書かれている。
「舞台演劇と活動写真劇とは全く異なつた性質のものであって、一寸考へると芝居を活動写真で撮影したものが直ちに映画劇と云う事が出来るように思はれるのであるが、本当の映画劇と云ふものと芝居とは全々異なつた特徴を有して居つた演劇と離して独立したものとして扱はなければならないものである」
帰山は、理論を実践するために『生の輝き』と『深山の乙女』（1919年）を製作。両作に主演した花柳はるみが映画女優第1号となった。また、谷崎潤一郎は大正活映で『アマチュア倶楽部』（1920年、トーマス・栗原監督）を、小山内薫は松竹キネマ研究所で『路上の霊魂』（1921年、村田実監督）を製作してそれぞれ実践した。この3人の作品は外国映画を模倣していることが特徴的であり、革新性は認められたもののバタ臭さが目立ったため、興行的にも不振を極めてしまう。一方、田中栄三は『京屋襟店』（1922年）で日本人の生活を日本人の視点から写実的に描いており、その革新性で注目された。